# カンボジア・リーグ
カンボジア・リーグ（クメール語: លីគកំពូលកម្ពុជា、英: Cambodian League）は、カンボジア国内におけるサッカーリーグのトップディビジョンである。ベトテルのカンボジア法人がスポンサーとなっており、同社のブランド名「メトフォン」を冠してメトフォン・Cリーグ（英: Metfone C-League）と呼ばれている。
運営主体は以前はカンボジアサッカー連盟 (FFC) であったが、2016年にCambodian National Competitions Committee (CNCC) が設立され翌2017年シーズンから運営が移管された。2021年10月14日、FFCは新たなリーグ運営主体として株式会社形態のカンボジア・フットボールリーグ・カンパニー (CFLC) を設立し、初代CEOに日本人の斎藤聡が就任することを発表した。

## 概要
1982年に創設され2005年にプロリーグ化された。プロ化初年度からメトフォンがタイトルスポンサーとなっている。優勝クラブにはAFCカッププレーオフ出場権が与えられ、最下位のクラブがカンボジア・セカンドリーグに降格する。
スケジュールは1月～2月に開幕し、10月～11月に終了する。外国人選手は4人まで、それとは別にAFC加盟国の選手を1人登録が可能という規定になっている。2019年シーズンは14クラブが参加した。
2013年5月24日、日本プロサッカーリーグ（Jリーグ）とパートナーシップ協定を締結。

## 参加クラブ（2020年シーズン）
| クラブ                                                           | スタジアム                                         |
| ---------------------------------------------------------------- | -------------------------------------------------- |
| アンコールタイガーFC                                             | SRUスタジアム（シェムリアップ）                    |
| アジア・ユーロ・ユナイテッド                                     | AEUスポーツパーク（カンダル州）                    |
| バティ・ユース・フットボール・アカデミー                         | バティ・アカデミー・スタジアム（タケオ州）         |
| ボーウング・ケットFC                                             | カンボジア・エアウェイズ・スタジアム（プノンペン） |
| エレクトリシテ・デュ・カンボージュFC (EDC FC)                    | EDCスタジアム（プノンペン）                        |
| キリヴォン・ソク・セン・チェイFC                                 | キリヴォン・スタジアム（タケオ州）                 |
| ナガワールドFC                                                   | EDCスタジアム（プノンペン）                        |
| ナショナル・ディフェンス・ミニストリーFC（ティフィ・アーミーFC） | AEUスポーツパーク（カンダル州）                    |
| ナショナル・ポリス・コミッサリーFC                               | シアヌークビル・スタジアム（シアヌークビル州）     |
| プノンペン・クラウンFC                                           | RSNスタジアム（プノンペン）                        |
| プリヤ・カーン・リーチ・スヴァイリエンFC                         | スヴァイリエン・スタジアム（スヴァイリエン州）     |
| ソルティーロ・アンコールFC                                       | SRUスタジアム（シェムリアップ）                    |
| ビサカFC                                                         | プリンス・スタジアム（プノンペン）                 |

## かつて参加していたクラブ
- コンポンチャムFC（英語版）
- ウェスタン・プノンペンFC（英語版）
- CMAC FC（英語版）
- アルビレックス新潟プノンペン

## 歴代優勝クラブ
| - 1982：商業省FC - 1983：商業省FC - 1984：商業省FC - 1985：国防省FC - 1986：国防省FC - 1987：保健省FC - 1988：コンポンチャム州FC - 1989：運輸省FC - 1990：運輸省FC - 1991：ムニシパル・コンストラクション - 1992：ムニシパル・コンストラクション - 1993：国防省FC - 1994：シビル・アビエーションFC - 1995：シビル・アビエーションFC - 1996：ボディガーズ・クラブ - 1997：ボディガーズ・クラブ - 1998：ロイヤル・ドルフィンズ - 1999：ロイヤル・ドルフィンズ | - 2000：ナショナル・ポリスFC - 2001：未開催 - 2002：サマート・ユナイテッド - 2003：未開催 - 2004：未開催 - 2005：ケマラ・ケイラFC - 2006：ケマラ・ケイラFC - 2007：ナガコープFC - 2008：プノンペン・エンパイア - 2009：ナガコープFC - 2010：プノンペン・クラウンFC - 2011：プノンペン・クラウンFC - 2012：ボーウング・ケット・ラバーフィールド - 2013：プリヤ・カーン・リーチ・スヴァイリエンFC - 2014：プノンペン・クラウンFC - 2015：プノンペン・クラウンFC - 2016：ボーウング・ケット・アンコールFC - 2017：ボーウング・ケットFC | - 2018：ナガワールドFC - 2019：プリヤ・カーン・リーチ・スヴァイリエンFC |

## クラブ別優勝回数
| クラブ                                   | 回数 |
| ---------------------------------------- | ---- |
| プノンペン・クラウンFC                   | 5回  |
| 国防省FC                                 | 3回  |
| 商業省FC                                 | 3回  |
| ボーウング・ケットFC                     | 3回  |
| ナガワールドFC                           | 3回  |
| プリヤ・カーン・リーチ・スヴァイリエンFC | 2回  |
| 運輸省FC                                 | 2回  |
| ムニシパル・コンストラクション           | 2回  |
| シビル・アビエーションFC                 | 2回  |
| ボディガーズ・クラブ                     | 2回  |
| ロイヤル・ドルフィンズ                   | 2回  |
| ケマラ・ケイラFC                         | 2回  |
| コンポンチャム州FC                       | 1回  |
| ナショナル・ポリスFC                     | 1回  |

## 歴代得点王
| シーズン | 名前                         | 所属クラブ                               | ゴール数 |
| -------- | ---------------------------- | ---------------------------------------- | -------- |
| 2005     | ホク・ソチヴォルン           | ハロー・ユナイテッド                     | 22       |
| 2009     | ジャスティン・ウチ・プリンス | スパークFC                               | 21       |
| 2010     | ジュリウス・オノニゥ         | キリヴォン・ソク・セン・チェイFC         | 25       |
| 2011     | ジュリウス・オイボー         | ナガコープFC                             | 28       |
| 2012     | ヌワクナ・フライデー         | ボーウング・ケット・ラバーフィールド     | 20       |
| 2013     | クオン・ラボラヴィー         | プリヤ・カーン・リーチ・スヴァイリエンFC | 20       |